# Felsbau

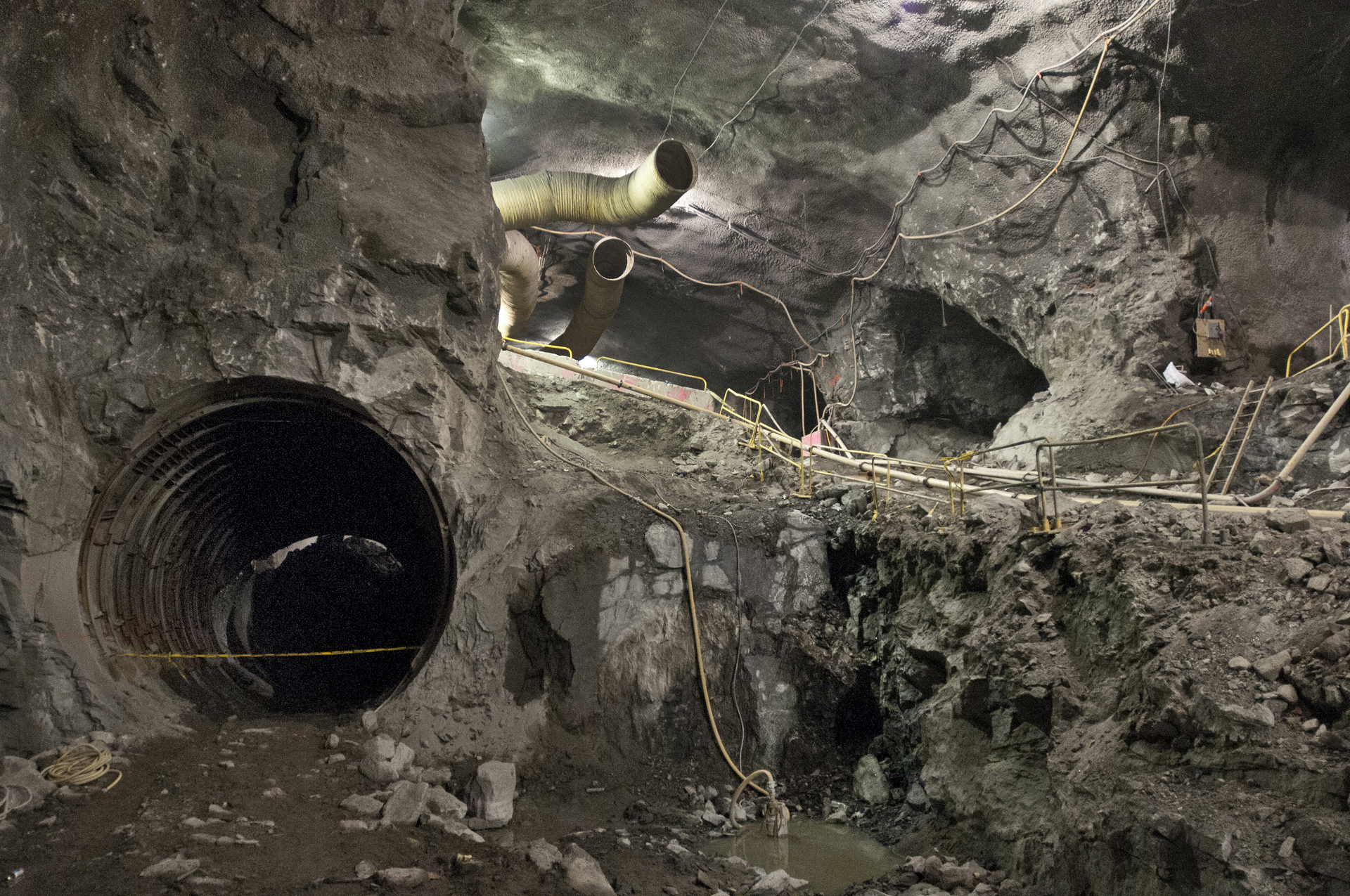
Angewandter Felsbau bzw. Gesteinsbau, hier speziell Hohlraumbau: Neun Stockwerke unter den Straßen von Manhattans East Side wird an einem unterirdischen Hohlraum gebaut, der die U-Bahn-Station der zweiundsiebzigsten Straße der Second-Avenue-U-Bahn nach Fertigstellung beherbergen soll (Foto vom 20. März 2012).

Unter dem Begriff Felsbau bzw. Gesteinsbau (englisch rock engineering) werden im Bauwesen jene Verfahren und Bautechniken zusammengefasst, die sich mit Bauwerken in Festgesteinen sowie mit speziellen Methoden der Fundierung befassen. In diesem Zusammenhang können Bauwerke in Festgesteinen beispielsweise Tunnel sowie Stollen, etwa als Leitungsanlage oder als Anlage zur Hindurchführung von Pipelines, und allgemein Hohlraumbau darstellen. Der Hohlraumbau umfasst unterirdische Hohlräume für Infrastrukturzwecke im Bergbau im Allgemeinen und für technische Untertageanlagen den Kavernenbau im Speziellen.
Benachbarte technische Fachgebiete sind der Grundbau und der Erdbau – diesen Bezug verwendet man, solange man in den oberen Erdschichten (dem Boden) bleibt. Grund- und Erdbau können in den Felsbau übergehen (und ebenso der Felsbau in den Grund- und Erdbau), je nach Anstehen und Beschaffenheit des Gesteins im Untergrund (locker/halbfest/fest).
Felsbau und Grundbau bilden einen der wichtigen Teilgebiete des Tiefbaues und kommen als solche in den meisten tiefbauerischen Aufgabenstellungen vor.
Die Felsmechanik, als angewandt-theoretischer Zweig der Ingenieurgeologie, ist eine Nachbardisziplin der Bodenmechanik: Ihre technisch-praktische Anwendung im Bauwesen ist der Hohlraum- und Felsbau. Insgesamt gehört der Felsbau als Kerngebiet zur Montanistik.
An den Hochschulen ist der Felsbau, der die praktische Anwendung der Felsmechanik darstellt, zumeist in Instituten für Geotechnik, Ingenieursgeologie oder für Tunnelbau vertreten. Internationale Fachvereinigung ist die International Tunneling and Underground Space Association (ITA-AITES).